# Transducin

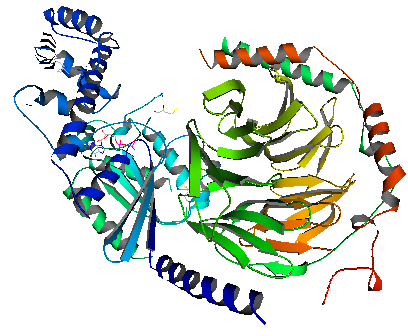
Transducin

Transducin ist ein so genanntes heterotrimeres G-Protein, welches in den Photorezeptorzellen der Netzhaut vorkommt. Es ist ein wesentlicher Bestandteil der visuellen Signaltransduktionskaskade.
Als G-Protein besteht es aus drei unterschiedlichen Untereinheiten, die α, β und γ genannt werden. Die α-Untereinheit bindet im inaktiven Zustand GDP. Das aktivierte Rhodopsin initiiert nun den Austausch von GDP gegen GTP an der α-Untereinheit des Transducins. Hierdurch zerfällt das Transducin in die aktive α-Untereinheit, die GTP gebunden hat und die β-γ-Untereinheit. Die α-Untereinheit aktiviert nun die Phosphodiesterase (PDE), durch Abspaltung zweier inhibitorischer γ-Untereinheiten der PDE. 
(Ausführlicher Ablauf siehe: Visuelle Signaltransduktion).
Transducin regeneriert sich nach einiger Zeit von selbst, indem die intrinsische GTPase in der α-Untereinheit das GTP in GDP hydrolysiert. Der Komplex mit der γ-PDE zerfällt und α-Transducin lagert sich nun wieder mit der β-γ-Untereinheit zusammen.
Transducin ist auch an der Adaptation an Lichtintensitäten beteiligt. Normalerweise befindet sich dieses Protein zusammen mit Rhodopsin im Außensegment der Photorezeptorzelle. Nach längerer Lichtbestrahlung der Netzhaut wird Transducin jedoch in das Innensegment der Photorezeptorzelle verlagert. Der Transportmechanismus ist noch unklar.